# Unione Sportiva Littorio 1934-1935
Questa pagina raccoglie i dati riguardanti l'Unione Sportiva Littorio nelle competizioni ufficiali della stagione 1934-1935.

## Rosa
| N. |                   | Ruolo | Calciatore           |
| -- | ----------------- | ----- | -------------------- |
|    | Italia (bandiera) | P     | Ferdinando Ammendola |
|    | Italia (bandiera) | P     | Giovanni Occhionero  |
|    | Italia (bandiera) | P     | Giuseppe Monzio      |
|    | Italia (bandiera) | P     | Pagnotta             |
|    | Italia (bandiera) | D     | Carriero Angelo      |
|    | Italia (bandiera) | D     | Domenico Bellezza    |
|    | Italia (bandiera) | D     | Delio Betti          |
|    | Italia (bandiera) | D     | Pasquale Cardile     |
|    | Italia (bandiera) | D     | Fiorenzo Chiesa      |
|    | Italia (bandiera) | D     | Del Favero           |
|    | Italia (bandiera) | D     | Giarletta            |
|    | Italia (bandiera) | D     | Giuseppe Massarella  |
|    | Italia (bandiera) | D     | Alfredo Montanari    |
|    | Italia (bandiera) | D     | Antonio Oriente      |
|    | Italia (bandiera) | D     | Adolfo Salomoni      |
|    | Italia (bandiera) | D     | Valerio Salvatore    |
|    | Italia (bandiera) | D     | Azio Vellani         |
|    | Italia (bandiera) | C     | Aurelio Amorosa      |
|    | Italia (bandiera) | C     | Francesco De Albis   |
|    | Italia (bandiera) | C     | Michele Del Rosso    |
|    | Italia (bandiera) | C     | Angelo Liedi         |
|    | Italia (bandiera) | C     | Armando Lombardi     |

| N. |                   | Ruolo | Calciatore}           |
| -- | ----------------- | ----- | --------------------- |
|    | Italia (bandiera) | C     | Guerrino Petrillo     |
|    | Italia (bandiera) | C     | Adolfo Salomoni       |
|    | Italia (bandiera) | C     | Umberto Sassi         |
|    | Italia (bandiera) | C     | Carlo Travaglini      |
|    | Italia (bandiera) | A     | Augusto Amicucci      |
|    | Italia (bandiera) | A     | Baldinila             |
|    | Italia (bandiera) | A     | Guido I Barone        |
|    | Italia (bandiera) | A     | Felice Cornelli       |
|    | Italia (bandiera) | A     | Giusto II Curto       |
|    | Italia (bandiera) | A     | Oberdan II Iurilli    |
|    | Italia (bandiera) | A     | Ettore I Di Liegro    |
|    | Italia (bandiera) | A     | Gaetano II Di Liegro  |
|    | Italia (bandiera) | A     | Livio Lupi            |
|    | Italia (bandiera) | A     | Marco Malaguti        |
|    | Italia (bandiera) | A     | Vittorio Marcovecchio |
|    | Italia (bandiera) | A     | Antonino Pace         |
|    | Italia (bandiera) | A     | Giuseppe Pagano       |

## Risultati

### Prima Divisione

#### Girone d'andata
| Arbitro: | Esposito (Napoli) |

|          |           |                                                 |
| Lupi 82’ | Marcatori | 44’ (rig.), 75’ (rig.) Romagnoli I 56’ Di Santo |

| Arbitro: | Di Giovanni (Chieti) |

|                                   |           |  |
| Da Monti II 5’ Andreini 9’ (rig.) | Marcatori |  |

| Arbitro: | Zampilloni (Frascati) |

|                                   |           |              |
| Hippel 70’ Zampieri 83’ Lotto 87’ | Marcatori | 51’ Amicucci |

| Arbitro: | Bonifacio (Roma) |

|  |           |                         |
|  | Marcatori | 4’ Corbelli 70’ Bonaldi |

| Arbitro: | Cozzolino (Napoli) |

|                                                 |           |  |
| Castellano 2’ Betti 15’ (aut.) Svageli 26’, 68’ | Marcatori |  |

| Campobasso 25 novembre 1934 6ª giornata | Littorio Campobasso | 0 – 2 (tav.) | Fano | Stadio del Littorio |

| Arbitro: | Civitarese (Chieti) |

|  |           |                |
|  | Marcatori | 50’ Iurilli II |

| Arbitro: | Jannacci (Napoli) |

|               |           |                 |
| Del Rosso 48’ | Marcatori | 20’, 30’ Ulissi |

| Arbitro: | Borghetti (Ancona) |

|               |           |  |
| Del Rosso 84’ | Marcatori |  |

| Arbitro: | Gasparri (Roma) |

|           |           |             |
| Zulli 55’ | Marcatori | 80’ Vellani |

| Arbitro: | Mazzarino (Roma) |

|              |           |                |
| Malaguti 41’ | Marcatori | 51’ Bradaschia |

#### Girone di ritorno
| Arbitro: | Gasparri (Roma) |

|                                                       |           |                  |
| Cardile 23’ (aut.) Romagnoli II 54’, 72’ Creziato 63’ | Marcatori | 27’ Marcovecchio |

| Arbitro: | Puglia (Napoli) |

|                             |           |                 |
| Malaguti 27’ Iurilli II 50’ | Marcatori | 89’ De Monti II |

| Arbitro: | Binetti (Bari) |

|                                              |           |  |
| Iurilli II 15’ Malaguti 55’ Marcovecchio 67’ | Marcatori |  |

| Arbitro: | Naibo (Roma) |

|             |           |              |
| Taccini 70’ | Marcatori | 74’ Malaguti |

| Arbitro: | Tonnetti (Roma) |

|              |           |                            |
| Malaguti 81’ | Marcatori | 19’ Perrucci 30’ Giraud II |

| Arbitro: | Di Giovanni (Chieti) |

|                                   |           |  |
| Cappellini 11’, 34’ Lazzarini 18’ | Marcatori |  |

| Arbitro: | De Salvo (Messina) |

|  |           |                         |
|  | Marcatori | 28’ Presenti 90’ Tosini |

| Arbitro: | Siino (Palermo) |

|                                        |           |                |
| Meucci 5’ Petrani 52’ (rig.) Borso 80’ | Marcatori | 67’ Iurilli II |

| Arbitro: | Zanchi (Bergamo) |

|                               |           |  |
| Rastelli 30’ De Rosa 43’, 89’ | Marcatori |  |

| Campobasso 5 maggio 1935 21ª giornata | Littorio Campobasso | 0 – 2 (tav.) | Manfredonia | Stadio del Littorio |

| Arbitro: | De Salvo (Messina) |

|                                                                             |           |                    |
| Marcora 2’, 14’, 25’, 30’, 70’ Bradaschia 37’, 38’, 48’, 49’, 89’ Cinti 43’ | Marcatori | 84’ (rig.) Cardile |